# Dadva
Dadva är en ort i Azerbajdzjan.   Den ligger i distriktet Masallı Rayonu, i den sydöstra delen av landet, 180 km sydväst om huvudstaden Baku. Dadva ligger 3 meter över havet och antalet invånare är 4 233.
Terrängen runt Dadva är platt. Runt Dadva är det ganska tätbefolkat, med 192 invånare per kvadratkilometer.. Närmaste större samhälle är Arkewan, 2,7 km sydväst om Dadva.
Trakten runt Dadva består till största delen av jordbruksmark.